# Vassa (filme)
Vassa (bra/prt: Vassa) é um filme soviético de 1983, do gênero drama, escrito e dirigido por Gleb Panfilov, com roteiro baseado na peça teatral Vassa Zheleznova, de Máximo Górki.
Vassa conquistou o prêmio de melhor direção no Festival Internacional de Cinema de Moscou.

## Sinopse
Matriarca dos Zheleznov e dona de uma frota de barcos fluviais, Vassa luta para evitar a ruína de sua família, envolvida em escândalos e vícios, porém a muralha que ergue para protegê-la não a protege de si mesma.

## Elenco
- Inna Churikova - Vassa Zheleznova
- Vadim Mikhajlov
- Nikolai Skorobogatov
- Valentina Telichkina